# Rudolf Perešin
Rudolf Perešin, né le 25 mars 1958 à Jakšinec dans la commune de Gornja Stubica (Croatie) et mort le 2 mai 1995 à Stara Gradiška, est un des plus célèbres pilotes de l'aviation militaire et la défense aérienne croates. Perešin a été capturé le 2 mai 1995 par les forces serbes de Bosnie-Herzégovine. Trois ans plus tard, sa dépouille sera rendue à sa famille et enterrée à Zagreb.

## Études
Rudolf Perešin termine ses études au lycée de Mostar (Bosnie-Herzégovine) et, en 1977, s’inscrit à l’académie des pilotes de la force aérienne yougoslave de Zadar. En 1981, il obtient son brevet de pilote de chasse et son premier grade d’officier, puis devient pilote de reconnaissance sur MiG-21. Il sera stationné à Bihać sur la "Željava".

## Fuite de l'Armée populaire yougoslave(JNA)
En 1990, alors que les tensions politiques débutaient en Yougoslavie, il a refusé de s’inscrire à la ligue des communistes de Yougoslavie « mouvement pour la Yougoslavie » qui devait créer un mouvement centralisateur et unitariste afin de préserver la fédération yougoslave sous la direction de Slobodan Milošević. 
Le 25 octobre 1991, au départ de l'aéroport militaire de "Željava", au cours d’un vol de routine, alors qu’il se trouvait à la verticale de Koper en Slovénie, il prit la direction de l’Autriche et se posa à bord de son MiG-21 aux couleurs de l'armée yougoslave sur l’aéroport de Klagenfurt. Sur place il déclara « Je suis un Croate et je ne veux pas et ne désire pas tirer sur mon pays, la Croatie ».
Ce fut le premier pilote à quitter la force aérienne yougoslave alors en guerre contre l’indépendance croate.

## Retour au pays
Arrivé à Zagreb, il déclara lors d’une interview « J’ai fait ce qui est d’après moi le devoir de tout citoyen de Croatie. Toute personne qui considère la Croatie comme son pays doit contribuer à sa lutte pour la liberté. Les vrais héros sont à Vukovar et sur les autres lignes de front, et pour nombre d’entre eux, ils resteront toujours des anonymes ».

## Dans l’aviation militaire croate(HZR)
Rudolf Perešin et la première escadrille de chasse ont participé à toutes les opérations de combat et de défense de l’espace aérien croate. Mais, le 2 mai 1995, lors de l’"opération éclair", tôt le matin, alors qu’il se trouvait au niveau de Stara Gradiška, son avion est touché par les canons de la défense anti-aérienne serbe. Il s’éjecte de son avion et atterrit en Bosnie-Herzégovine, en zone contrôlée par les Serbes, alors que son avion franchit la Save et s’écrase en Croatie.
Trois ans plus tard, sa dépouille sera restituée à sa famille et sera enterrée avec les honneurs militaires au cimetière de Mirogoj à Zagreb.
Depuis le 25 mars 1998 l’école technique aéronautique de Velika Gorica et l’école d’aviation militaire de Zadar portent le nom de Rudolf Perešin. 
Le MiG-21 no 26212 avec lequel il a déserté est toujours en Autriche, il est exposé, avec la combinaison de vol et l'équipement de Rudolf Perešin au musée d'histoire militaire de Vienne. 